# داعل
داعل (به عربی: داعل) یک منطقهٔ مسکونی در سوریه است که در Daraa District واقع شده‌است.

## خصوصیات
داعل ۲۹٬۴۰۸ نفر جمعیت دارد و ۶۰۰ متر بالاتر از سطح دریا واقع شده‌است.